# Mathias Dyngeland
Mathias Dyngeland, né le 7 octobre 1995 à Fana en Norvège, , est un footballeur international norvégien qui évolue au poste de gardien de but au SK Brann.

## Biographie

### En club
Né à Fana en Norvège, Mathias Dyngeland est formé par le club local du Fana IL (en). Il est recruté par le Sogndal Fotball mais commence quand même sa carrière au Fana IL, où il est prêté la même année. Le club évolue alors en troisième division norvégienne.
Dyngeland fait ensuite son retour au Sogndal Fotball où il tient dans un premier temps un rôle de doublure, de Kenneth Udjus (en) puis d'Erik Dahlin avant de devenir titulaire. Il découvre alors l'Eliteserien, l'élite du football norvégien, jouant son premier match lors de la première journée de la saison 2014, face au Stabæk Fotball. Titulaire, il ne peut empêcher la défaite de son équipe (3-0 score final).
Il s'impose au Sogndal Fotball où il devient même capitaine, jusqu'en 2019 où il décide de quitter le club à la fin de l'année.
En janvier 2020, Mathias Dyngeland rejoint la Suède pour s'engager librement en faveur de l'IF Elfsborg. Le transfert est annoncé dès le 10 décembre 2019 et il signe un contrat courant jusqu'en décembre 2023. Il arrive notamment pour renforcer le poste de gardien de but après le départ de Kevin Stuhr Ellegaard.
Le 27 août 2021, Mathias Dyngeland est prêté jusqu'à la fin de la saison au Vålerenga.
Le 12 janvier 2022, Mathias Dyngeland fait son retour en Norvège en s'engageant en faveur du SK Brann, qui évolue alors en deuxième division norvégienne après sa relégation. Il signe un contrat courant jusqu'en décembre 2023.
Titulaire dans les buts, il participe à la remontée du club en première division, le SK Brann étant sacré champion de deuxième division et retrouvant l'élite seulement un an après l'avoir quittée. Dyngeland est l'un des hommes forts de ce succès, encaissant seulement 16 buts en 30 matchs de championnat.
Le 26 octobre 2022, Dyngeland prolonge son contrat avec le SK Brann de deux années supplémentaires, soit jusqu'en décembre 2025.

### En sélection
Dyngeland compte deux sélections avec l'équipe de Norvège des moins de 18 ans, la première reçue le 2 novembre 2012, contre la France (défaite 5-1 de la Norvège) et la seconde le 8 septembre 2013 contre la Suède (1-1 score final).
En mai 2017 il est convoqué pour la première fois avec l'équipe nationale de Norvège, étant l'une des surprises du sélectionneur Lars Lagerbäck mais ne fait aucune apparition.

## Palmarès
SK Brann
- Championnat de Norvège de D2 (1) :
  - Champion : 2022.
- Coupe de Norvège (1) :
  - Vainqueur : 2023.